# Берглерн
Берглерн (нім. Berglern) — громада в Німеччині, розташована в землі Баварія. Підпорядковується адміністративному округу Верхня Баварія. Входить до складу району Ердінг. Складова частина об'єднання громад Вартенберг.
Площа — 19,89 км2. Населення становить 2932 ос. (станом на 31 грудня 2020).

## Галерея

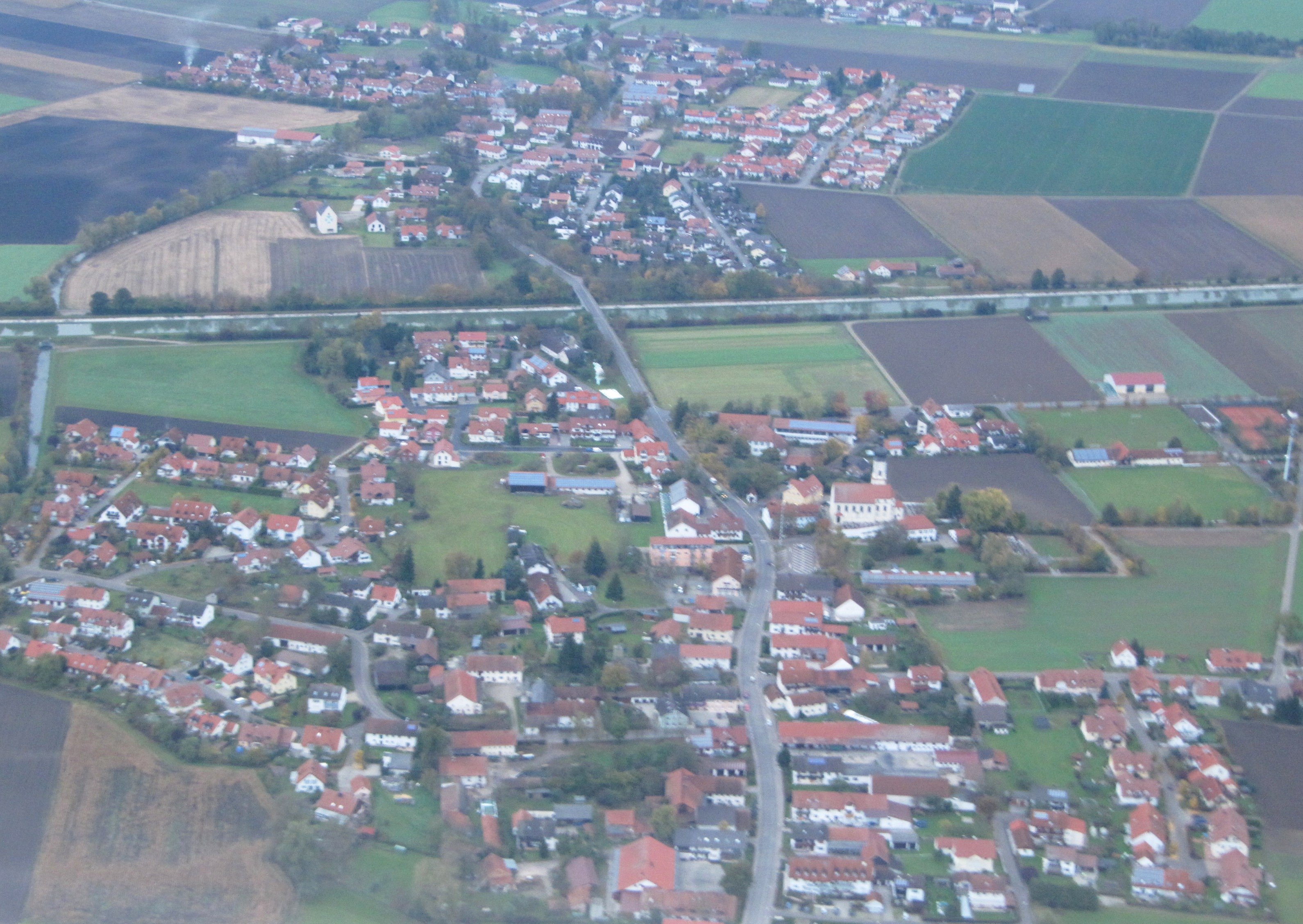